# Império do Espírito Santo do Cantinho

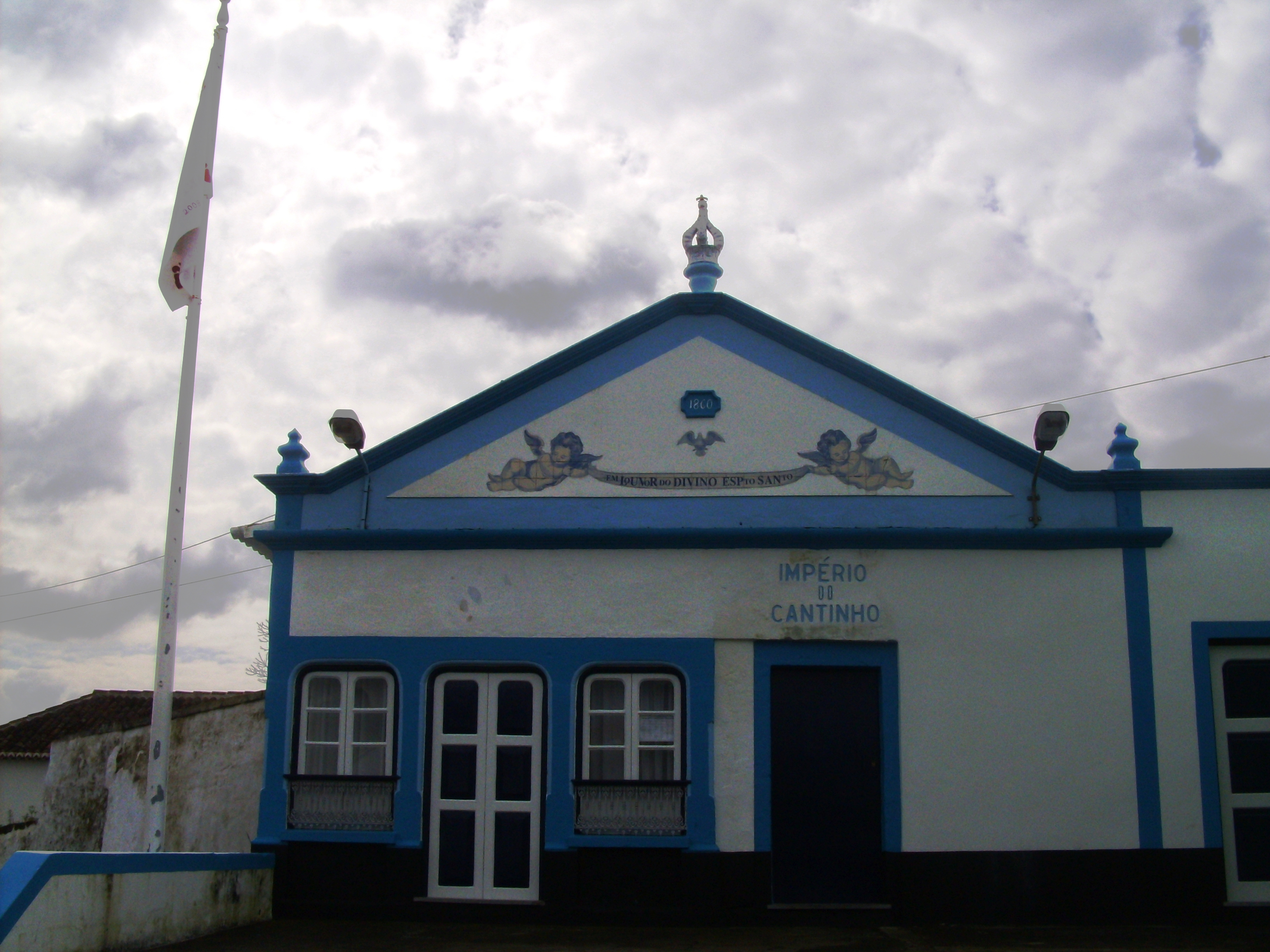
Império do Cantinho após as modificações na fachada realizadas em 2001.

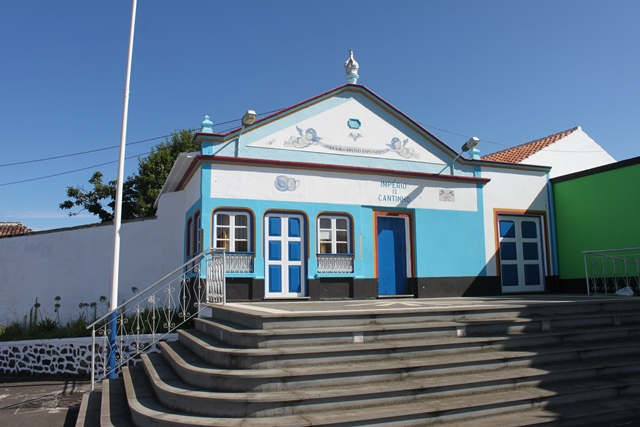
Fachada atual, após as melhorias efetuadas em 2011.

O Império do Espírito Santo do Cantinho localiza-se na freguesia de São Mateus da Calheta, concelho de Angra do Heroísmo, na ilha Terceira, nos Açores.

## Arquitetura

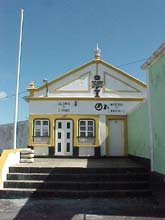
Fachada anterior a 2001.

A edificação deste Império do Espírito Santo ficou concluída em 1860.
"Arquitetura religiosa, oitocentista. Império de planta retangular, interiormente de espaço único, com anexos adossados lateralmente. Apresenta a fachada principal rematada em frontão triangular truncado e sem retorno, sobreposto por coroa do Espírito Santo, a do império estruturado por três eixos de vãos, correspondendo a porta entre janelas, estas com guarda de peito em ferro, sendo os elementos estruturais e decorativos sublinhados por policromia azul, de sabor popular. Os anexos têm portal de verga reta."

## Festividade
"A aprovação dos estatutos [deste império] data de 1857, porém estima-se que muito antes já se realizavam festas neste imóvel.
A realização das festividades de antigo culto ao Divino Espírito Santo no lugar do Cantinho acontecem no denominado 2º bodo, ou seja, no Domingo da Santíssima Trindade.
As festas começam no citado fim de semana com arraial, cantoria, etc. e acabam na Quinta-feira do Corpo de Deus com uma tourada à corda.
No dia do bodo, domingo da Santíssima Trindade, realiza-se o cortejo do  Espírito Santo de casa do mordomo para a Ermida de S. Francisco das Almas, onde é celebrada missa festiva seguida de coroação. Após a conclusão deste ato litúrgico o préstito encaminha-se para o império e depois procede-se à distribuição de pão (massa sovada) e vinho pelas pessoas presentes seguindo-se, sempre que possível, o tradicional almoço/função destinado aos convidados do mordomo, constituído por sopas, cozido, alcatra, pão, massa sovada, vinho e sumos. No fim é servido o tradicional arroz doce.
Da parte da tarde há arraial, onde as pessoas vão petiscando, bebendo e convivendo. Durante da tarde há arrematações das ofertas feitas ao império e, à noite iluminação, com atuação, quando é possível, de grupos de música. Ao terminar a festa procede-se ao sorteio dos pelouros e à nomeação dos mordomos para o ano seguinte."